# Przeworsk
Przeworsk là một thị trấn thuộc huyện Przeworski, tỉnh Podkarpackie ở đông-nam Ba Lan. Thị trấn có diện tích 22 km². Đến ngày 1 tháng 1 năm 2011, dân số của thị trấn là 15733 người và mật độ 711 người/km².